# برونو كزافييه
برونو كزافييه (بالبرتغالية: Bruno Xavier‏) (15 أغسطس 1984 في البرازيل - ) هو لاعب كرة قدم برازيلي في مركز الهجوم. لعب مع CR Vasco da Gama (beach soccer) ‏.

## وصلات خارجية
- برونو كزافييه على موقع الاتحاد الدولي (مؤرشف)  (الإنجليزية)